# Блерсвілл (Джорджія)
Блерсвілл (англ. Blairsville) — місто (англ. city) в США, в окрузі Юніон штату Джорджія. Населення — 616 осіб (2020).

## Географія
Блерсвілл розташований за координатами 34°52′32″ пн. ш. 83°57′17″ зх. д. / 34.87556° пн. ш. 83.95472° зх. д. (34.875666, -83.954660).  За даними Бюро перепису населення США в 2010 році місто мало площу 2,88 км², з яких 2,86 км² — суходіл та 0,02 км² — водойми.

### Клімат
| Клімат : Блерсвілл    | Клімат : Блерсвілл | Клімат : Блерсвілл | Клімат : Блерсвілл | Клімат : Блерсвілл | Клімат : Блерсвілл | Клімат : Блерсвілл | Клімат : Блерсвілл | Клімат : Блерсвілл | Клімат : Блерсвілл | Клімат : Блерсвілл | Клімат : Блерсвілл | Клімат : Блерсвілл | Клімат : Блерсвілл |
| Показник              | Січ.               | Лют.               | Бер.               | Квіт.              | Трав.              | Черв.              | Лип.               | Серп.              | Вер.               | Жовт.              | Лист.              | Груд.              | Рік                |
| Середній максимум, °C | 9,3                | 11,3               | 15,3               | 20,0               | 24,1               | 27,6               | 29,2               | 28,8               | 25,8               | 20,9               | 15,9               | 10,6               | 19,9               |
| Середній мінімум, °C  | −4                 | −2,1               | 1,2                | 4,8                | 9,8                | 14,5               | 16,8               | 16,3               | 12,6               | 6,0                | 1,4                | −2,3               | 6,3                |
| Норма опадів, мм      | 134                | 123                | 130                | 112                | 108                | 122                | 117                | 117                | 114                | 95                 | 127                | 123                | 1422               |
| Днів з опадами        | 11,0               | 10,7               | 11,2               | 10,8               | 11,4               | 12,0               | 11,9               | 10,8               | 9,1                | 8,5                | 10,0               | 11,6               | 129,0              |
| --------------------- | ------------------ | ------------------ | ------------------ | ------------------ | ------------------ | ------------------ | ------------------ | ------------------ | ------------------ | ------------------ | ------------------ | ------------------ | ------------------ |
| Джерело: NOAA         |                    |                    |                    |                    |                    |                    |                    |                    |                    |                    |                    |                    |                    |

## Демографія
Згідно з переписом 2010 року, у місті мешкали 652 особи в 249 домогосподарствах у складі 122 родин. Густота населення становила 226 осіб/км².  Було 301 помешкання (105/км²).
Расовий склад населення:
| - 91,0 % — білих - 4,6 % — чорних або афроамериканців - 0,6 % — корінних американців - 0,2 % — азіатів - 2,1 % — осіб інших рас |

До двох чи більше рас належало 1,5 %. Частка іспаномовних становила 4,6 % від усіх жителів.
За віковим діапазоном населення розподілялося таким чином: 13,5 % — особи молодші 18 років, 66,7 % — особи у віці 18—64 років, 19,8 % — особи у віці 65 років та старші. Медіана віку мешканця становила 37,1 року. На 100 осіб жіночої статі у місті припадало 142,4 чоловіків;  на 100 жінок у віці від 18 років та старших — 149,6 чоловіків також старших 18 років.
Середній дохід на одне домашнє господарство  становив 31 487 доларів США (медіана — 19 107), а середній дохід на одну сім'ю — 30 927 доларів (медіана — 23 490). За межею бідності перебувало 27,4 % осіб, у тому числі 38,7 % дітей у віці до 18 років та 22,4 % осіб у віці 65 років та старших.
Цивільне працевлаштоване населення становило 167 осіб. Основні галузі зайнятості: мистецтво, розваги та відпочинок — 45,5 %, будівництво — 17,4 %, освіта, охорона здоров'я та соціальна допомога — 12,6 %, роздрібна торгівля — 10,2 %.